# Échanges commerciaux
Le terme d’échanges commerciaux est généralement associé aux échanges qui ont lieu entre différentes cultures ou aux échanges transfrontaliers (frontières qui peuvent être nationales ou régionales).

## Histoire
De l’Antiquité au début du Moyen Âge les échanges commerciaux sont souvent associés aux routes commerciales.
Les échanges commerciaux ont véritablement pris leur essor aux Temps Modernes avec les grands explorateurs, puis avec la production massive de biens engendrée par la révolution industrielle, généralement sans prise en compte des externalités socioenvironnementales induits par ces échanges et parfois le pillage des ressources locale et planétaires, au détriment de populations locales et des générations futures. 
De nos jours le terme d’échanges commerciaux est principalement lié au commerce international. La France, lors de son temps de présidence de l'Union européenne (2022) a souhaité pousser le thème de la réciprocité des normes dans les échanges commerciaux, de manière à limiter le dumping social et environnemental (pour mieux protéger l'environnement et garantir aux agriculteurs des conditions de concurrence plus justes et soutenables. Un rapport de la Commission européenne, le 3 juin 2022 a reconnu l'utilité et la nécessité et la faisabilité juridique des clauses-miroirs qui peuvent imposer dans les accords commerciaux une réciprocité  dans les normes écologiques qui peinent à se développer dans le contexte de l'économie libérale et du libre-échange tel que pratiqué depuis son émergence.